# Smscoin
SMSCOIN é uma empresa provedora de cobranças por celular especializada em pagamentos via SMS que provê serviços premium em 87 países, dando suporte a centenas de operadoras em todo o mundo. Seu principal objetivo é cobrir o maior número possível de países em todo o globo e, nesse sentido, a SmsCoin continua sendo o líder mundial em cobertura de serviços em seu segmento.

## História

### 2006
O projeto SmsCoin foi lançado em julho de 2006 em 4 países, (Rússia, Ucrânia, Cazaquistão e Israel), oferecendo os seguintes serviços: chat, sms:key e sms:bank. No mês de novembro, um novo serviço foi implementado, o sms:transit. Ao final do ano já operava em 13 países.

### 2007
O princípio de 2007 foi marcado pelo início de operações em novas localidades e também pelo desenvolvimento inovador de extensões para browsers, além de um MIDlet que tornou mais simples aos clientes da SmsCoin o acesso a estatísticas de seus websites através de telefones celulares. A verãoo em inglês do site foi lançada em fevereiro. Neste ano, o aniversário da empresa foi marcado pelo lançamento de 5 novos sms:services em 18 países, para 5 mil parceiros responsáveis pelo processamento de mais de 1 milhão de mensagens SMS.

### 2008
O ano de 2008 iniciou apresentando um novo programa para o desenvolvimento de módulos "ready-to-use" para os populares CMS, 10 dos quais foram publicados no site conjuntamente com um novo serviço, o sms:content. Em abril a SmsCoin anunciou a conexão em 30 países. Neste conturbado período de dura competição no mercado de telefonia celular, o projeto prosperou graças à elevação de receitas e pela permissão aos clientes de que eles escolhessem seus próprios "short codes". Adicionalmente, os pagamentos em toda a Rússia eram feitos em Rublo e os parceiros poderiam requisitar seus valores a receber a cada 5 dias, algo extraordinário para a época. Entre outubro e novembro, mais duas novidades foram apresentadas - o suporte global foi lançado, unindo todos os meios de contato possíveis. A esta altura, a SmsCoin oferecia seus serviços em cerca de 40 países.

### 2009
Em março de 2009 a SmsCoin anunciou uma série de eventos, começando pelo anúncio de uma cobertura ainda maior, 50 países, conectando vários países latino-americanos. Em maio, o mesmo ocorreria em mais 6 países do Oriente Médio. A celebração do terceiro aniversário foi iniciada com um novo e renovador design do site, algo que tornava a navegação ainda mais interessante. Logo em seguida, um novo serviço chamado sms:donate foi oferecido. Ao término do ano, a SmsCoin cobria cerca de 65 países, incluindo suas novas fronteiras até então impenetráveis: China, Taiwan e Hong Kong. Durante o ano, houve uma considerável expansão dos scripts "ready-to-use" como parte da implementaзгo iniciada em 2008, a qual prossegue até os dias atuais.

### 2010
Nova onda de boas notícias surgia no início de 2010, período em que a SmsCoin entrava em países como a Índia e o Chipre, algo inédito no mercado de pagamentos via celular. Com a inclusão de outros novos países, o projeto chegava a 86 localidades globais, fazendo da empresa uma das líderes globais no mercado de pagamentos via celular.

## Características Exclusivas
A SmsCoin é um projeto público "open-source" cujo processo de registro gratuito provê acesso a diversos serviços exclusivos e inovadores tanto no mercado russo quanto no internacional, entre eles:
- cobertura abrangente em 86 países, vários dos quais servidos apenas pela SmsCoin;
- biblioteca completa de módulos "ready-to-use" para vários CMS, além de soluções instantâneas para necessidades diversas.

Como empresa altamente qualificada, a SmsCoin vem chamando a atenção de várias organizações conceituadas, como as que seguem: HeroCraft, Odnoklassniki, Alawar Entertainment e Depositfiles.

## Resumo
Os serviços da SmsCoin vem sofrendo repetidas tentativas de fraude e, a despeito do fato de todas elas terem sido impedidas, o serviço recebe críticas por oferecer um sistema de registros simplicado, assim como o são todos os procedimentos de configuração e manutenção.

## Mais
- Comércio móvel

- Telefonia móvel

## Links
- Site Oficial